# Kanton Monflanquin
Kanton Monflanquin (francouzsky Canton de Monflanquin) je francouzský kanton v departementu Lot-et-Garonne v regionu Akvitánie. Tvoří ho 12 obcí.

## Obce kantonu
- Gavaudun
- Lacapelle-Biron
- Lacaussade
- Laussou
- Monflanquin
- Monségur
- Montagnac-sur-Lède
- Paulhiac
- Saint-Aubin
- Salles
- La Sauvetat-sur-Lède
- Savignac-sur-Leyze